# ATOW1996
ATOW1996 è uno dei potenziali punti di terra emersa più settentrionali del mondo. È una piccola isola lunga 10 metri e alta uno, situata a diversi chilometri a Nord di Capo Morris Jesup nel Nord della Groenlandia a 83°40′34.8″N 30°38′38.6″W. Questo banco di ghiaia è stato scoperto per la prima volta nel 1996 da una spedizione americana chiamata Top of the World.
È stata scoperta un'altra isola – a 83°41′06″N 30°45′36″W – notata durante il ritorno della stessa spedizione nel 2001 ed è stata chiamata RTOW2001. Questa spedizione è servita anche a confermare l'esistenza di ATOW1996.
È stata scoperta inoltre una terza isola, chiamata 83-42, scoperta a 83°42′05.2″N 30°38′49.4″W. Anch'essa è una piccola isola, lunga dai 35 ai 15 metri e alta 4 metri.
C'è da dire che – a parte 83-42, che dovrebbe essere rocciosa – nessuna di queste isole è permanente, poiché onde e ghiaccio modellano (e talvolta distruggono) tali ammassi di ghiaia.